# Марьинское сельское поселение (Орловская область)
Марьинское сельское поселение — муниципальное образование в Корсаковском районе Орловской области России.
Создано в 2004 году в границах одноимённого сельсовета. Расположено в восточной части района.
Административный центр — деревня Большие Озёрки.

## Население
| 2010 | 2012 | 2013 | 2014 | 2015 | 2016 | 2017 |
| ---- | ---- | ---- | ---- | ---- | ---- | ---- |
| 473  | ↘458 | ↘441 | ↘426 | ↘414 | ↘391 | ↘381 |
| 2018 | 2019 | 2020 | 2021 | 2023 |      |      |
| ↘368 | ↗370 | ↘366 | ↘363 | ↘355 |      |      |

## Населённые пункты
В состав сельского поселения (сельсовета) входят 13 населённых пунктов:
| №  | Населённый пункт | Тип     | Население (чел.) |
| -- | ---------------- | ------- | ---------------- |
| 1  | Бардуковка       | деревня | ↘0               |
| 2  | Большие Озёрки   | деревня | ↘317             |
| 3  | Брандровка       | деревня | 6                |
| 4  | Залесная         | деревня | 0                |
| 5  | Коты             | деревня | ↘0               |
| 6  | Лебедёвка        | деревня | ↘0               |
| 7  | Малые Озёрки     | деревня | ↘7               |
| 8  | Страховка        | деревня | ↘77              |
| 9  | Ульяновка        | деревня | 6                |
| 10 | Успеновка        | деревня | ↘39              |
| 11 | Фёдоровка        | деревня | 0                |
| 12 | Шелепинка        | деревня | 21               |
| 13 | Шестаковка       | деревня | 0                |